# Horta d'en Cusí
Horta d'en Cusí és un edifici del municipi de Sant Climent Sescebes (Alt Empordà) inclosa en l'Inventari del Patrimoni Arquitectònic de Catalunya. Està situat al sud-oest del nucli urbà de la població de Sant Climent, a uns sis-cents metres de distància de la vila i molt proper a la riera d'Anyet. S'accedeix a través d'un camí de terra en bon estat que s'agafa des de la carretera GI-602, en direcció al veïnat de l'Ullastre i la població de Capmany.

## Descripció
És un edifici aïllat de planta irregular format per dos cossos adossats a diferent nivell, ja que el terreny de la zona presenta desnivells constants. El cos més elevat presenta la coberta de dues vessants i està distribuït en planta baixa i dos pisos, mentre que l'altre volum té la teulada de tres vessants i està distribuït en dues plantes. La façana principal, orientada a migdia, presenta un portal d'accés d'arc rebaixat bastit amb pedra desbastada i protegit per un porxo obert mitjançant una arcada rebaixada bastida amb lloses disposades a sardinell. Al pis hi ha quatre senzilles finestres rectangulars. La façana de llevant presenta, a la planta baixa, una petita obertura d'arc apuntat que comunica amb el porxo anterior. Al pis hi ha una finestra rectangular biforada amb la llinda d'arcs trilobulats, columneta central i capitell i impostes decorades amb rosetes, tot i que restituïda. Al costat, adossada al parament, una terrassa al nivell del pis, amb un finestral de sortida rectangular. Les obertures de la façana de ponent són rectangulars i estan emmarcades en pedra. Hi ha una terrassa al pis sostinguda per un gran arc rebaixat amb pedra desbastada disposada a sardinell. La façana de tramuntana presenta un únic portal d'arc de mig punt bastit en maons.
Tota la zona de tramuntana i ponent de la construcció està terrassada mitjançant un sistema de feixes que salven el desnivell entre els camps de la part superior i l'edifici. Integrades a les feixes hi ha diverses petites construccions auxiliars formades per teulats d'un sol vessant i arcs de mig punt bastits en pedra. A la part superior del camps hi ha un safareig de planta rectangular bastit en pedra i amb el brollador decorat. Les diverses construccions que conformen aquest conjunt són bastides en pedra desbastada disposada regularment.